# Józef Konic

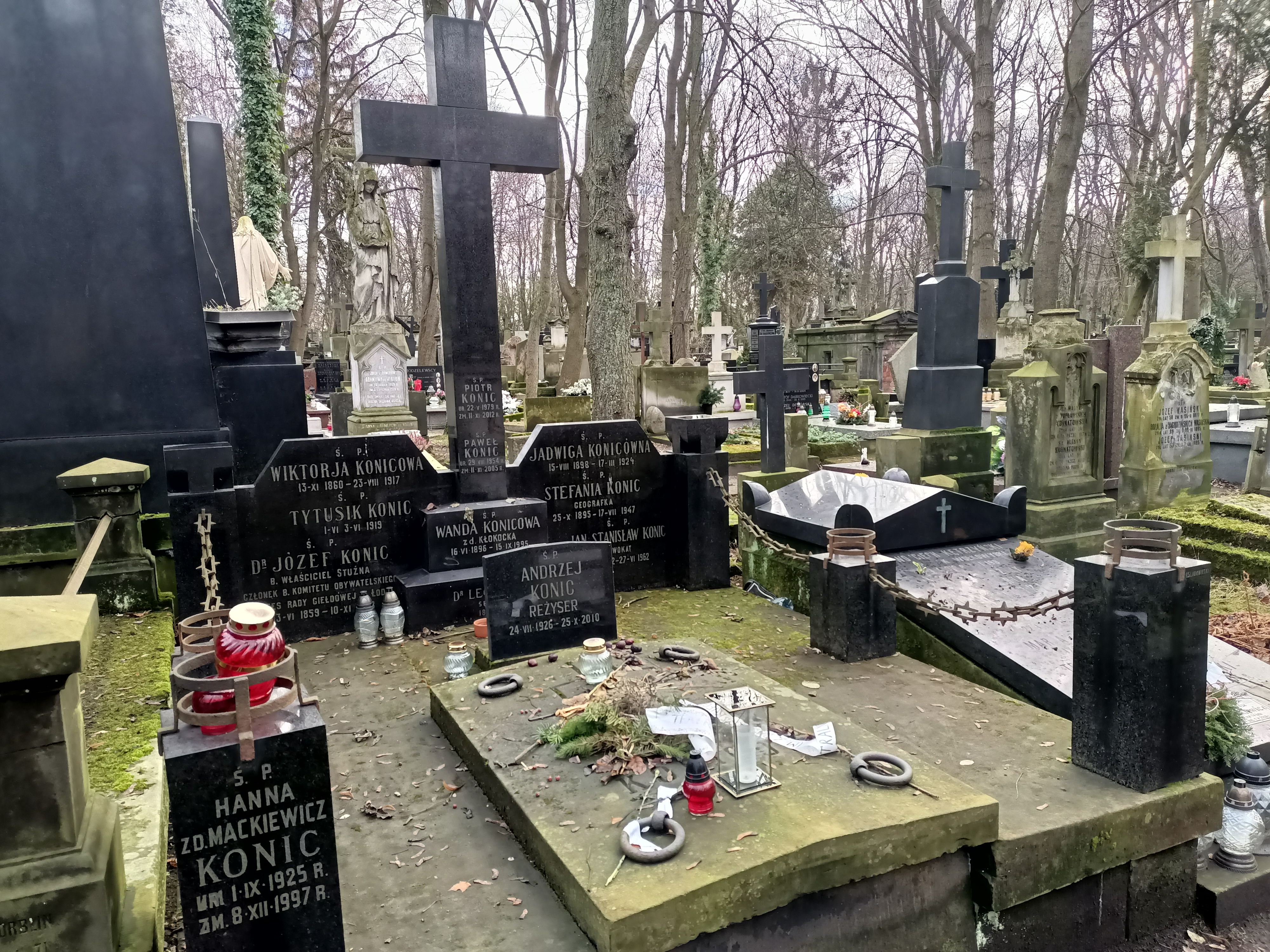
Grób rodziny Koniców na cmentarzu Powązkowskim.

Józef Konic (ur. 13 czerwca 1859 w Warszawie, zm. 10 listopada 1928 w Łodzi) – ziemianin, doktor filozofii, Radny Rady Miejskiej w Łodzi oraz członek Głównego Komitetu Obywatelskiego w Łodzi podczas I wojny światowej.

## Życiorys
Konic ukończył naukę w gimnazjum realnym w Warszawie w 1876. Następnie studiował przyrodę we Wrocławiu, Berlinie i Jenie, szczególnie interesując się botaniką. Był uczniem, a następnie asystentem twórcy szkoły monastycznej – Ernsta Haeckla. Ukończywszy studia teoretyczne odbywał praktykę rolniczą we Francji. Do 1895 zajmował się swoimi gospodarstwami w majątkach Stużno, Drzyma i Sołtys w powiecie opoczyńskim. W tym okresie opublikował liczne rozprawy naukowe z dziedziny rolnictwa oraz artykuły w czasopiśmie „Wszechświat”.
W 1898 przeniósł się do Łodzi. Tam został członkiem Stowarzyszenia Techników, członkiem rady opiekuńczej szkoły handlowej, starając się ją przekształcić z rosyjskiej na polską. Podczas I wojny światowej został członkiem Głównego Komitetu Obywatelskiego i zainicjował wypuszczenie bonów łódzkich. Następnie został wybrany do pierwszej łódzkiej rady miejskiej, w której piastował stanowisko przewodniczącego komisji finansowej. Był również sędzią handlowym. Podczas wojny polsko-bolszewickiej wstąpił do Wojska Polskiego jako ochotnik, służąc jako kapitan w Armii Ochotniczej.
Był założycielem i prezesem Towarzystwa Przyjaciół Francji i prezesem Rady Giełdowej Giełdy Pieniężnej w Łodzi.

### Życie prywatne
Był synem chirurga – dra Leona Konitza (1823–1895). Jego synem był wiceprokurator sądu najwyższego – Leon Konic (1894–1968).
Pochowany na cmentarzu Powązkowskim w Warszawie (kwatera 72, rząd 4, miejsce 3,4).